# Гюстав Курбе
Жан Дезирѐ Гюста̀в Курбѐ (на френски: Jean Désiré Gustave Courbet) е френски художник, един от основателите на течението на реализма във френското изобразително изкуство.

## Биография и творчество
Курбе е роден в Орнан, в богато селско семейство. Работи в сферата на пейзажа, портрета, фигуралната композиция почти във всички жанрове. Журито смята, че начинът му на показ на реалните пропорции на женското тяло (а не нарисуван с идеалните форми) е вулгарен. Известен пейзажист и портретист, Курбе в творбите си обръща внимание и на обществени проблеми като бедността и социалното неравенство. В края на 1860-те рисува серията картини „Произход на живота“ с изобразени женски гениталии, която е забранена за публично излагане.
В ранните си творби рисува с четка, но в късните си творби нанася боята с шпакла и постига изключителна материалност. В късните картини на Курбе се усеща и влиянието на романтизма. Той е сред вдъхновителите на по-късното поколение художници, основатели на импресионизма.

## Галерия
- Автопортрети
- Автопортрет с черно куче, 1842
- Автопортрет, 1842
- Автопортрет (Отчаяният), ок. 1843 – 45 (частна колекция)

- Портрети
- Портрет на Пол Ансут, ок. 1842 – 43
- Портрет на Х. Дж. ван Визелинг, 1846
- Прудон и неговите деца, 1865
- Портрет на графиня Кароли, 1865
- Испанка, 1854
- Пол Верлен, ок. 1871

- Пейзажи
- Скалите на Etretat, след буря, 1870
- „Бурното море“ / „Вълната“, 1870
- Морският бряг на Нормандия, 1867
- Мостът Аброа Лангедок, 1857
- Поток в планината Юра, 1872 – 73, Художествен музей на Хонолулу
- Снежен ефект, ок. 1860
- Пещерата Саразин до Nans-sous-Sainte-Anne, ок. 1875
- Замъкът Шилон, 1874

- Голо тяло
- Белите чорапи, 1864 (Barnes Foundation)
- Жена с папагал, 1866, Музей на изкуството „Метрополитън“, Ню Йорк
- Гола спяща, 1862
- Сънят (Le Sommeil), 1866, Petit Palais, Musée des Beaux-Arts de la Ville de Paris
- Млада къпеща се, 1866
- Раждането на света (L'Origine du monde), 1866, Музей Орсе, Париж
- Къпеща се, 1868, Музей на изкуството „Метрополитън“, Ню Йорк
- Първоизворът, 1868

- Други
- Хамакът, 1844
- Скулпторът, 1845
- Сред вечеря в Орнан, 1849
- Трошачи на камъни, 1849
- Селяни от Флаге на връщане от пазар, 1850, Художествен музей, Безансон
- Срещата („Bonjour, Monsieur Courbet“), 1854, Musée Fabre, Монпелие
- Сеещите със сита (Les Cribleuses de blé), 1854
- Растенията по решетката, 1862, Музей на изкуствата в Толидо (Toledo Museum of Art), Охайо
- Лисица в снега, 1860, Художествен музей на Далас
- Момиче с чайки, 1865
- Хрътките на граф дьо Шоасо, 1866
- Убийството на елена, 1867, Художествен музей, Безансон